# Presa de Baath
La Presa de Baath (en árabe: سد البعث‎: , literalmente presa del renacimiento; en Kurdo: Bendava Baas, siríaco clásico: ܣܟܪܐ ܕܒܥܬ, romanizado: Sekro d'Ba'ath)) es una presa en el Éufrates, localizada a 22 kilómetros río arriba de la ciudad de Raqa en la Gobernación de Raqa, Siria.

## Historia
La construcción de la presa comenzó en 1983 y terminó en 1986. Se ideó para generar energía hidroeléctrica así como para regular el flujo irregular de la Presa de Tabqa, localizada a 18 kilómetros río arriba de la Presa de Baath. Estas irregularidades en el flujo de la presa de Tabqa está causado por cambios en la demanda de electricidad.La presa mide 14 metros de alto y las turbinas de agua instaladas pueden generar 81 MW. La capacidad de almacenamiento es de 0.09 kilómetros cúbicos.
La Presa de Baath es una de las tres presas del río Éufrates en Siria, siendo las otras dos la Presa de Tabqa y la Presa de Tishrin, a 80 kilómetros al sur de la frontera sirio-turca. Como la Presa de Baath, la de Tishrin también está relacionada con la de Tabqa. La construcción de la Presa de Tishrin estuvo motivada principalmente por el bajo rendimiento de la estación de energía hidroeléctrica de Tabqa.Antes de la Guerra Civil Siria, el gobierno sirio tenía planes de construir una cuarta presa (la Presa de Halabiye) en el Éufrates, río abajo de la presa de Baath.

### Guerra Civil Siria
La presa fue conquistada por Dáesh en 2014 y anunciaron que iban a destruirla, cosa que finalmente no ocurrió. El 24 de mayo de 2016, las Fuerzas Democráticas Sirias se encontraban a unos metros de la presa en la ofensiva para recuperar Raqa.
Finalmente, las FDS reconquistaron la presa de manos del ISIS el 4 de junio de 2017, renombrándola como Presa de la Libertad (en kurdo: Dam Azadî; en árabe: سد الحرية).
En 2019, el control de la presa fue entregado al gobierno sirio tras la invasión turca del norte de Siria.